# 东派
内丹学东派始于明代，由陆潜虚（陆西星）开创。陆潜虚称吕祖纯阳（吕洞宾）降临其所居“北海草堂”，授丹法要诀，即著说立说。因其活动于浙江沿海一带，故称东派。清代施北辰、安养素等为此派之嫡传。
其丹法实类似于内丹学南宗劉永年一系，主阴阳同类双修。用“凝神聚气”一法，所谓“创鼎于外，而炼药于内”“知彼我之气，同一太极之所分。”故“假夫同类之先天者以补之。而同类之先天则太阳之金也。以阳炼阴，形乃长存。”
主要阐述神归虚极，则先天发生，以剑追摄，以鼎烹炼，“少焉，降为新美之津，则自重楼而下游绛宫，入紫庭，复归其所藏之处而休焉。如此循环灌注，久久纯熟，气满三田，上下交泰，所谓“常使气冲关节透，自然精满谷神存”也。造化至此，内炼之征见矣。然非深造而实诣，又乌知予言之有味哉！”
东派著作有《金丹就正篇》、《七破论》、《金丹大旨图》、《三五一》、《形遗》等。

## 参看
- 南宗
- 北宗
- 中派
- 西派